# Elżbieta Arciszewska-Piontkowska
Elżbieta Arciszewska-Piontkowska (ur. 19 listopada 1926, zm. 27 października 2016) – polska działaczka społeczna, wieloletni prezes Zarządu Głównego Polskiego Związku Emerytów, Rencistów i Inwalidów, a także członkini powołanej w 2005 przez Radę Krajową SLD – Rady Strategii Programowej.

## Wybrane odznaczenia
- Krzyż Kawalerski Orderu Odrodzenia Polski[2],
- Złoty Krzyż Zasługi[2],
- Złota Syrenka Za Zasługi dla Warszawy[2]
- Odznaka honorowa „Za zasługi dla statystyki RP”[4]